# Ахмад Шахрул Азхар Софіян
Ахмад Шахрул Азхар Софіян (малай. Ahmad Shahrul Azhar Sofian; 24 жовтня 1974, Перак) — малайзійський футболіст, що грав на позиції півзахисника. Відомий за виступами в низці малайзійських клубів та у складі збірної Малайзії, у складі якої брав участь у турнірі Азійських ігор 2002 року.

## Клубна кар'єра
Ахмад Шахрул Азхар Софіян розпочав виступи у професійному футболі у 1996 році в складі команди «Перак». З початку 1998 року футболіст грав у складі клубу «Негері-Сембілан», а вже на початку 2000 року повернувся до клубу «Перак», де грав до 2008 року. У складі команди двічі ставав чемпіоном Малайзії, та по разу володарем Кубка Малайзії та Кубка Футбольної асоціації Малайзії. У 2009 році перейшов до складу команди «Протон», і в кінці року завершив виступи на футбольних полях.

## Міжнародна кар'єра
З 1999 року Ахмад Шахрул Азхар Софіян грав у складі національної збірної Малайзії. У 1999 році він брав участь у футбольному турнірі Ігор Південно-Східної Азії. У 2002 році Ахмада Шахрула Азхара Софіяна обрали для участі в 3 матчах інтернаціональної збірної проти збірної Бразилії. У 2002 році футболіст грав на футбольному турнірі Азійських ігор, після чого до збірної не викликався.

## Особисте життя
Дід Ахмада Шахрула Азхара Софіяна, Ахмад Назарі, також був футболістом, і грав у національній футбольній збірної Малайї на турнірі Азійських ігор 1962 року в Джакарті, де вона посіла третє місце.

## Титули і досягнення
- Чемпіон Малайзії: 2002, 2003
- Володар Кубка Малайзії: 2000
- Володар Кубка Футбольної асоціації Малайзії: 2004
- Володар Суперкубка Малайзії: 2005, 2006